# Guangxi Financial Investment Center
Guangxi Financial Investment Center («Гуанси Файнэншл Инвестмент Сентр», также известен как Tianlong Fortune Center и Dragon Fortune Plaza) — сверхвысокий небоскрёб, расположенный в китайском городе Наньнин (Гуанси-Чжуанский автономный район), на главной торговой магистрали Миньцзу-авеню. Построен в 2021 году в стиле модернизма, по состоянию на 2022 год являлся третьим по высоте зданием города, 55-м по высоте зданием Китая, 64-м — Азии и 106-м — мира.
67-этажная офисная башня имеет высоту 330 метров. Архитекторами небоскрёба выступили американская фирма Portman Architects и Шанхайский институт архитектурного проектирования и исследований, застройщиком — China Construction First Group, владельцем является оператор недвижимости Guangxi Weizhuang Real Estate. В здании помимо офисов располагаются гостиничные номера пятизвёздочного отеля (в верхней части башни), рестораны, фитнес-центр и бассейн.  